# فرهنگستان علوم پروس

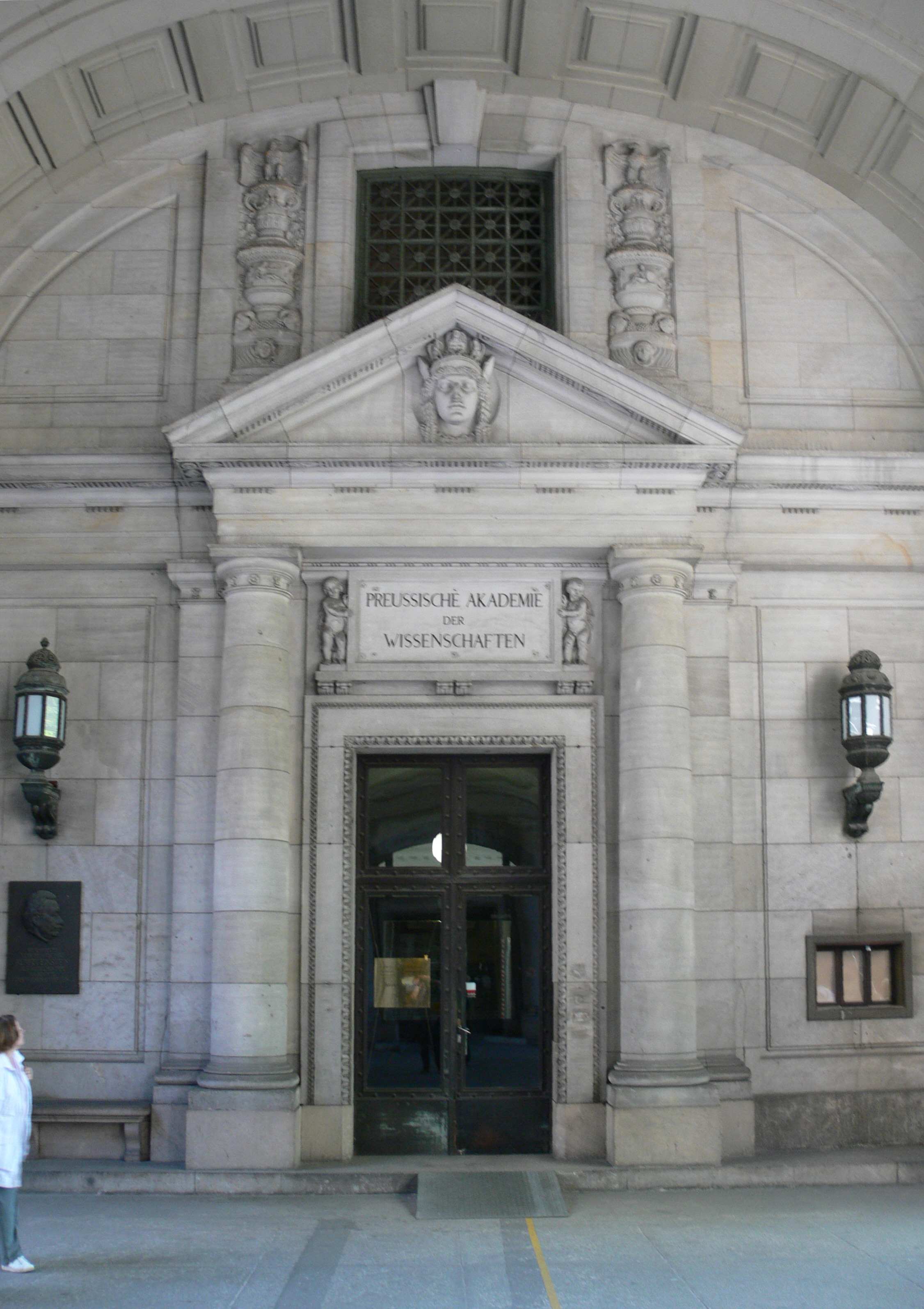
ورودی فرهنگستان علوم پروس سابق. امروزه این بنا فرهنگستان علوم و علوم انسانی برلین-براندنبورگ را در خود جای داده‌است.

فرهنگستان علوم پروس (به آلمانی: Preußische Akademie der Wissenschaften) یک فرهنگستان علمی بود که در ۱۱ ژوئیه سال ۱۷۰۰ در برلین تأسیس گردید، چهار سال پس از تأسیس آکادمی هنر (به آلمانی: Akademie der Künste) در برلین، که عنوان «آکادمی برلین» می‌تواند به آن نیز اشاره کند.

## اعضای مشهور
- لئونارد اویلر
- ژوزف لویی لاگرانژ
- شارل دو مونتسکیو
- دنی دیدرو
- ایمانوئل کانت
- ولتر
- گوتهولد افرایم لسینگ
- اشلایرماخر
- هرمان فون هلمهولتز
- فردیناند گئورگ فروبنیوس
- ماکس پلانک
- آلبرت اینشتین